# José María Velasco Ibarra

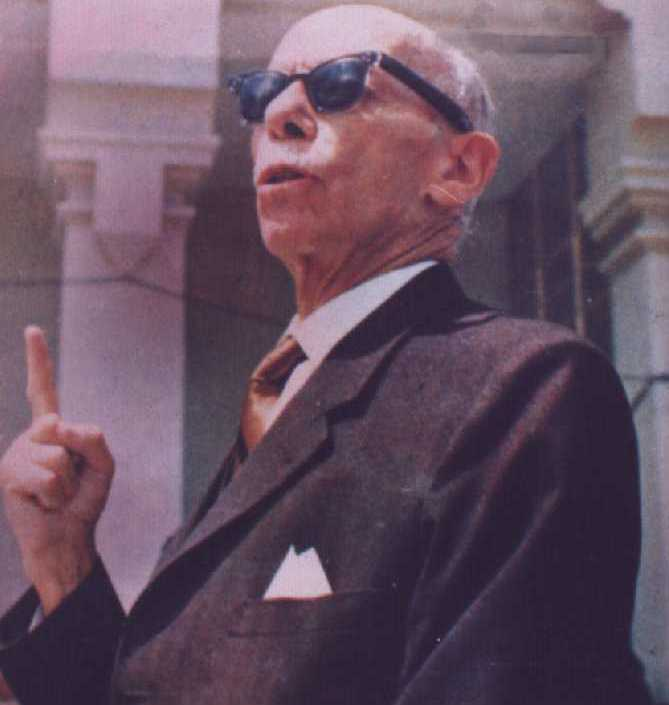
José María Velasco Ibarra.

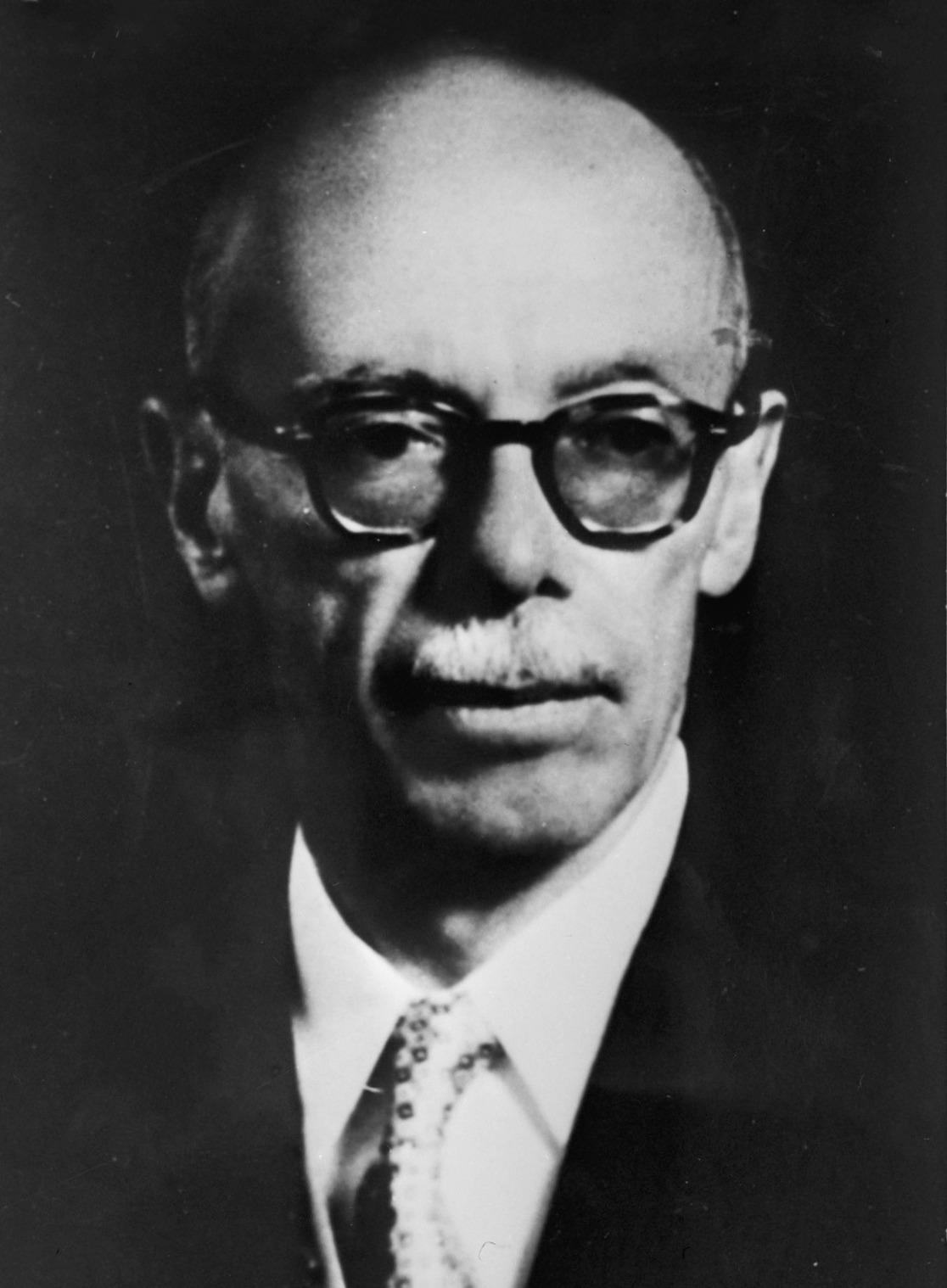
José María Velasco Ibarra.

José María Velasco Ibarra (* 19. März 1893 in Quito; † 30. März 1979 ebenda) war fünfmaliger Staatspräsident Ecuadors. Er gilt als der dominierende Politiker des Landes im 20. Jahrhundert.

## Leben
José María Velasco Ibarra machte in Quito seinen Schulabschluss, absolvierte ein Studium unter anderem in Europa an der Sorbonne und startete anschließend seine politische Karriere in der ecuadorianischen Verwaltung.
12 Jahre lang schrieb er unter dem Pseudonym „Labriolle“ eine Kolumne in der größten Tageszeitung Quitos, El Comercio. Dabei wandte er sich gegen die korrupte Politik seines Heimatlandes und prangerte Wahlbetrug an. Als Angehöriger der Liberalen wurde er in den 1930ern erstmals in den Kongress gewählt, wo er politisches Rückgrat bewies: 1932 weigerte er sich, die Absetzung des konservativen Wahlgewinners Neptalí Bonifaz zu unterstützen, 1934 trieb er seinen liberalen Parteigenossen Juan de Dios Martínez Mera, dem vorgeworfen wurde, die Präsidentschaft durch Wahlbetrug erlangt zu haben, aus dem Amt.
Velasco Ibarra gewann 1934, unterstützt von den Liberalen und den Konservativen, die Wahl und versuchte die oligarchischen Strukturen zu reformieren. Wegen des Widerstandes des Kongresses versuchte er diktatorisch zu regieren, wurde aber nach elf Monaten gestürzt und musste ins Exil gehen.
1940 trat Velasco Ibarra zu den Wahlen an, verlor aber aufgrund von Wahlbetrug und ging erneut ins Exil. Während Ecuador nach einer peruanischen Invasion territoriale Verluste hinnehmen musste, erinnerte sich das Volk an den Politiker, der allgemein als „der große Abwesende“ bezeichnet wurde. Am 28. Mai 1944 führte ein Volksaufstand zum Sturz des Präsidenten Carlos Alberto Arroyo del Río, drei Tage später wurde der zurückgekehrte Velasco Ibarro zum Präsidenten ernannt. Seine zweite Regierungszeit wurde durch einen Staatsstreich des Verteidigungsministers Carlos Mancheno Cajas beendet.
Als 1952 wieder politische Stabilität eingekehrt war, gewann Velasco Ibarra erneut die Wahlen, dieses Mal gegen liberale und konservative Kandidaten. Seine dritte Amtszeit erfüllte er voll, die Verfassung verbot jedoch eine sofortige Wiederwahl und so musste er die Macht 1956 an den Konservativen Camilo Ponce Enríquez abgeben, der alles daran setzte, eine Wiederwahl, die 1960 wieder möglich war, zu verhindern.
Dennoch gewann Velasco Ibarra die Wahlen mit einem wahren Erdrutschsieg. Zu Beginn seiner vierten Amtszeit hatte er die Unterstützung der Linken, die er jedoch verlor, da er sich Castros Kuba gegenüber unnachgiebig zeigte. Die alteingesessenen Parteien (Liberale und Konservative) nutzten diese Spannungen, am 7. Dezember 1961 kam es zu einem Putsch in dessen Folge eine Militärjunta die Macht übernahm.
1968, nach zahlreichen interimistischen Regierungen, gewann Velasco Ibarra erneut die Wahlen. Doch wie bereits in seiner ersten Amtszeit blockierte der von seinen politischen Gegnern beherrschte Kongress notwendige Reformen. 1970 übernahm er deshalb auf Drängen der Armee alle Machtbefugnisse, löste den Kongress auf und regierte autoritär.
Nach einem gescheiterten Putschversuch geriet Velasco Ibarra immer mehr zum Werkzeug des Militärs, das ihn 1972 endgültig stürzte.
Seine letzten Lebensjahre verbrachte Velasco Ibarra im argentinischen Exil, ehe er im Frühjahr 1979, bereits schwer krank, zum Begräbnis seiner Frau nach Quito zurückkehrte, wo er 86-jährig am 30. März 1979 verstarb.

## Beurteilung
Velasco Ibarras Wahlerfolge gründeten sich auf sein Verständnis für die Bedürfnisse des Volkes und des Landes. Unter seiner letzten Amtszeit begann die Erdölförderung in Ecuador, mit der die Kakaokrise überwunden werden konnte. Seine Wirtschaft- und Sozialreformen führten unzweifelhaft zu einer Verbesserung der Sozialstruktur des Landes und sein überparteiliches Auftreten ermöglichte es, die alten Oligarchien zu schwächen. Letztendlich ist sein Scheitern auf diplomatische Schwächen im Umgang mit den politischen Lagern Ecuadors zurückzuführen.

## Auszeichnungen (Auswahl)
- 1954: Sonderstufe des Großkreuzes des Verdienstordens der Bundesrepublik Deutschland

## Werke
- Enrique Ayala Mora (Hrsg.): Jose Maria Velasco Ibarra. Una Antologia de Sus Textos. Fondo de Cultura de Económica, Mexiko-Stadt 2014, ISBN 978-607-16-2248-8.